# カール・デイン
カール・デイン（Karl Dane、1886年10月12日 - 1934年4月14日）は、アメリカ合衆国の俳優。死因はリボルバーによる拳銃自殺であった。

## 出演作品
- ビッグ・パレード The Big Parade (1925)
- 紅唇百万弗 His Secretary (1925)
- ラ・ボエーム La Bohème  (1926)
- 真紅の文字 The Scarlet Letter  (1926)
- 黄金の世界へ The Trail of '98 (1928)
- 侠盗ヴァレンタイン Alias Jimmy Valentine (1928)
- 若殿頑張る The Duke Steps Out (1929)
- エロチック艦隊 Navy Blues (1929)
- モンタナの月 Montana Moon (1930)
- ビッグ・ハウス The Big House (1930)
- ビリー・ザ・キッド Billy the Kid (1930)